# Scheletri (raccolta di racconti)
Scheletri (Skeleton Crew) è la terza antologia di racconti di Stephen King, pubblicata nel 1985, tre anni dopo la precedente, Stagioni diverse, e cinque anni prima della successiva, Quattro dopo mezzanotte.
È stato pubblicato originariamente in edizione rilegata da Putnam e ristampata molte volte nel corso degli anni, in edizione rilegata e in edizione economica. Nel 1986 è stata pubblicata da Scream Press un'edizione limitata, in mille copie, illustrata da J.K. Potter.
Contiene ventidue opere, diciannove racconti, un romanzo (La nebbia) e due brevi componimenti poetici, diciannove delle quali già presentate in precedenza su pubblicazioni periodiche o antologie e tre inedite, che coprono un periodo di ben diciassette anni, da L'immagine della Falciatrice, scritto quando King aveva solo diciotto anni, a La ballata della pallottola flessibile completato nel novembre 1983.
Sono precedute da un'introduzione, nella quale l'autore si rivolge al lettore nel suo riconoscibile stile colloquiale, e seguite da una sezione finale, intitolata "Note", nella quale racconta l'origine di alcuni dei racconti.
La raccolta contiene anche alcuni lavori personali, compresi Per Owen (la poesia scritta per il figlio) e La nonna (una storia terrificante vista dalla prospettiva di un undicenne che sembra ricordare King e la nonna invalida).
Di una delle storie King dice: «Per quanto le storie siano brevi, preferisco le più macabre. Ma forse L'arte di sopravvivere va oltre anche per me».

## Introduzione dell'autore
Nell'introduzione l'autore tenta di spiegare perché continua a scrivere racconti, contro l'argomentazione di un amico secondo cui «i miei romanzi fruttavano bene, mentre i racconti non ricompensavano della fatica di scriverli». Non si tratta di soldi, ma di una necessità personale: «Non si scrive pensando in termini di paga oraria, guadagni annui e nemmeno bilancio complessivo di un'intera carriera [...] Alla resa dei conti, non lo si fa nemmeno per amore, anche se sarebbe bello poterlo credere. Lo si fa perché non farlo sarebbe un suicidio. [...] Non lo si fa per denaro. Lo si fa perché altrimenti ci stai male».
Ma riconosce che probabilmente i lettori preferirebbero che questo libro fosse un romanzo «perché la maggior parte di voi ha dimenticato il piacere speciale del racconto» e fa un suggestivo paragone sentimentale per spiegare la differenza tra romanzo e racconto: «Leggere un buon romanzo è per molti versi come avere una relazione sentimentale lunga e soddisfacente. [...] Un racconto è come un bacio veloce, nel buio, ricevuto da uno sconosciuto. Naturalmente non è la stessa cosa di una relazione o un matrimonio, ma un bacio può essere dolcissimo, e nell'intrinseca brevità del gesto risiede la sua speciale attrazione».
Ammette anche che «scrivere racconti non è diventato più facile per me nel corso degli anni: al contrario, è diventato più difficile [ma] meglio continuare a dispensare baci rischiando di essere preso a schiaffi di tanto in tanto, che rinunciarci completamente».
Infine ringrazia il lettore, «il destinatario di tutto questo lavoro», e lo invita a seguirlo: «Ora aggrappati al mio braccio, Tieniti forte. Visiteremo luoghi oscuri, ma io credo di sapere la strada. Tu bada solo a non lasciarmi il braccio. E se dovessi baciarti nel buio, non sarà niente di grave: è solo perché tu sei il mio amore».

## Elenco racconti e precedenti pubblicazioni
I 22 racconti che costituiscono la raccolta sono in parte inediti e in parte già pubblicati su diverse riviste e in varie edizioni e formati, in un arco di tempo dal 1968 al 1984.
| nº | Titolo italiano                                             | Titolo originale                                    | Pubblicazione originale                   | Data della pubblicazione originale |
| -- | ----------------------------------------------------------- | --------------------------------------------------- | ----------------------------------------- | ---------------------------------- |
| 1  | La nebbia                                                   | The Mist                                            | Dark Forces                               | 1980                               |
| 2  | Tigri!                                                      | Here There Be Tygers                                | Ubris                                     | primavera 1968                     |
| 3  | La scimmia                                                  | The Monkey                                          | Ubris                                     | primavera 1969                     |
| 4  | Caino scatenato                                             | Cain Rose Up                                        | Ubris                                     | primavera 1968                     |
| 5  | La scorciatoia della signora Todd                           | Mrs. Todd's Shortcut                                | Redbook                                   | maggio 1984                        |
| 6  | Il viaggio                                                  | The Jaunt                                           | The Twilight Zone Magazine                | giugno 1981                        |
| 7  | Marcia nuziale                                              | The Wedding Gig                                     | Ellery Queen's Mystery Magazine           | dicembre 1980                      |
| 8  | Ode del paranoide                                           | Paranoid: A Chant                                   | inedito                                   | inedito                            |
| 9  | La zattera                                                  | The Raft                                            | Gallery                                   | novembre 1982                      |
| 10 | Il word processor degli dei                                 | Word Processor of the Gods                          | Playboy                                   | gennaio 1983                       |
| 11 | L'uomo che non voleva stringere la mano                     | The Man Who Would Not Shake Hands                   | Shadows 4                                 | 1981                               |
| 12 | Sabbiature                                                  | Beachworld                                          | Weird Tales                               | autunno 1984                       |
| 13 | L'immagine della falciatrice                                | The Reaper's Image                                  | Startling Mystery Stories                 | primavera 1969                     |
| 14 | Nona                                                        | Nona                                                | Shadows                                   | 1978                               |
| 15 | Per Owen                                                    | For Owen                                            | inedito                                   | inedito                            |
| 16 | L'arte del sopravvivere                                     | Survivor Type                                       | Terrors                                   | 1982                               |
| 17 | Il camion dello zio Otto                                    | Uncle Otto's Truck                                  | Yankee                                    | ottobre 1983                       |
| 18 | Consegne mattutine - Lattaio nr. 1                          | Morning Deliveries (Milkman #1)                     | inedito                                   | inedito                            |
| 19 | Quattroruote: La storia dei bei lavanderini - Lattaio nr. 2 | Big Wheels: A Tale of the Laundry Game (Milkman #2) | New Terrors                               | 1980                               |
| 20 | La nonna                                                    | Gramma                                              | Weirdbook                                 | primavera 1984                     |
| 21 | La ballata della pallottola flessibile                      | The Ballad of the Flexible Bullet                   | The Magazine of Fantasy & Science Fiction | giugno 1984                        |
| 22 | Il braccio                                                  | The Reach                                           | Yankee                                    | novembre 1981                      |

## Opere contenute

### La nebbia (The Mist)
Pubblicato originariamente nell'antologia Dark Forces (1980).
Il racconto fu scritto nell'estate 1976 per un'antologia di racconti inediti curata da Kirby McCauley.
Sul Long Lake, a Bridgton, dove King viveva all'epoca, vi fu effettivamente una tempesta e il giorno dopo l'autore, durante una visita al supermercato simile a quella descritta nel racconto, sviluppò l'idea.
La prima frase è tratta dal romanzo Shoot di Douglas Fairbairn: «Quella frase è per me l'essenza di tutta la narrativa, una specie d'incantamento zen».
L'autore ama il lato «allegramente dozzinale» della storia, per cui va considerata come un b-movie da drive-in in bianco e nero.

#### Trama
Il mattino seguente a una violenta tempesta, una strana e densa nebbia copre una cittadina del Maine, oscurando tutto e accompagnando molte specie di creature bizzarre che attaccano violentemente chiunque si avventuri all'aperto. Non viene spiegata la fonte di questa nebbia e delle creature che l'abitano, ma vengono fatte forti allusioni a dimensioni parallele e a fratture nello spaziotempo dovute a un qualcosa chiamato "Progetto Arrowhead", condotto da un'installazione segreta governativa.
Il grosso della storia racconta in dettaglio la brutta situazione di un gruppo di persone intrappolate in un supermarket in città. Tra di loro c'è il narratore e artista David Drayton con il giovane figlio Billy. Mentre la minaccia esterna continua, la storia esplora il crollo psicologico delle persone intrappolate; in particolar modo quello di una fervida credente, Mrs. Carmody, che alla fine convince la maggior parte di loro che questi eventi erano stati previsti dalle profezie bibliche dell'apocalisse, e che un sacrificio umano si rende necessario (Billy è la vittima prescelta). Non appena la folla comincia a obbedire ai suoi comandi, Mrs. Carmody viene uccisa da Ollie Weeks, un impiegato del negozio nonché uno dei sopravvissuti che è rimasto sano. Drayton, il figlio e altri due scappano fino alla macchina e si dirigono a sud, scoprendo che la nebbia ha già coperto quasi tutto il New England.

### Tigri! (Here There Be Tygers)
Pubblicato originariamente sulla rivista Ubris della primavera 1968. 
Il racconto è ispirato dalla signora Van Buren, maestre delle elementari dell'autore a Stratford, Connecticut.
Gli eventi narrati si svolgono nella scuola del protagonista.

#### Trama
Un giovane ragazzo, Charles, non amato dalla sua insegnante (Mrs Bird), mentre si trova al bagno si trova di fronte una tigre feroce, ma riesce a nascondersi. Mrs Bird, arrabbiata perché l'assenza si prolunga troppo, manda un suo alunno (Kenny) a controllare ma appena entra nel bagno viene mangiato dalla tigre. La maestra non vedendo arrivare nessuno dei due li raggiunge in bagno, dove vede Charles urinare nel lavandino. Cercando Kenny si imbatte nella tigre, che le fa fare la stessa fine del ragazzo. Charles torna in classe e si siede senza dire nulla e inizia a leggere Roads to Everywhere.

### La scimmia (The Monkey)
Pubblicato originariamente sulla rivista Gallery del novembre 1980.
Il racconto fu scritto in una stanza d'albergo, a New York, ispirato dalla vista delle scimmiette a molla di un venditore ambulante, fra la Quinta e la Quarantaquattresima strada, che gli fecero impressione perché lo facevano pensare alla morte.

#### Trama
La storia è incentrata su una scimmia giocattolo dai macabri poteri. Il balocco infernale viene trovato da un ragazzo che, ogni qual volta ne aziona il meccanismo, provoca la violenta morte di una persona a lui cara. Il ragazzo si sbarazzerà della scimmia ma, divenuto adulto, essa tragicamente farà il suo ritorno per lo scontro finale.

### Caino scatenato (Cain Rose Up)
Pubblicato originariamente sulla rivista Ubris della primavera 1968.

#### Trama
Racconta di un adolescente che, impaurito dai possibili risultati degli esami, si apposta alla finestra del suo dormitorio pieno di follia omicida. Inizia a colpire persone innocenti usando una magnum di noce secolare che il padre gli ha comprato.

### La scorciatoia della signora Todd (Mrs. Todd's Shortcut)
Pubblicato originariamente sulla rivista Redbook del maggio 1984.
La signora Todd e la sua mania per le scorciatoie sono ispirate alla moglie di King, Tabitha.
Il racconto fu rifiutato da tre riviste femminili, fra cui Cosmopolitan.

#### Trama
Una donna di nome Mrs Todd, e un uomo chiamato Homer, ci raccontano la storia di come lei sia impazzita per una scorciatoia. Mrs Todd è brava a trovare incredibili scorciatoie attraverso posti che sfidano tutte le leggi della fisica, ma non sembra essere l'unica cosa strana, sta anche ringiovanendo.

### Il viaggio (The Jaunt)
Pubblicato originariamente sulla rivista The Twilight Zone Magazine del giugno 1981.
Il racconto fu scritto originariamente per Omni, ma rifiutato per la sua debolezza dal punto di vista scientifico.

#### Trama
Mentre una famiglia si prepara a essere spedita su Marte, il padre gioca coi figli raccontandogli la storia di un viaggiatore troppo curioso. Spiega come gli scienziati che scoprirono il modo di viaggiare nello spazio avevano all'inizio notato stranezze nei primi topi "spediti", concludendo che potevano sopravvivere al viaggio solo se incoscienti. Questo, dice il padre, è il motivo per cui le persone devono entrare in una speciale capsula anestetica prima del viaggio.
Il padre racconta ai figli dell'orribile racconto dell'unico umano conosciuto che abbia viaggiato sveglio, un criminale a cui era stata promessa la grazia in cambio. L'uomo ha subito un forte attacco cardiaco, vivendo quel poco che basta per dire:
"C'è l'eternità là dentro..."
Dopo aver finito la sua breve storia, la famiglia viene anestetizzata e spedita su Marte. All'arrivo il padre scopre, con orrore, che il figlio curioso ha tenuto il respiro nella capsula per poter provare il viaggio da sveglio, ed è completamente impazzito. Gridando, cavandosi gli occhi, il ragazzo svela la terribile natura del viaggio: mentre il processo fisico richiede pochi millisecondi, la mente viaggia per milioni di anni.

### Marcia nuziale (The Wedding Gig)
Pubblicato originariamente sulla rivista Ellery Queen's Mystery Magazine del dicembre 1980.

#### Trama
A una banda viene chiesto di suonare al matrimonio della sorella di un gangster. La cosa strana è che la sorella, Maureen, deve sposare un siciliano, Rico, e l'intera città ne ride. Maureen, infatti, è molto sovrappeso e il fratello non vuole problemi al ricevimento. Quello che segue è una classica sparatoria in stile "Il padrino".

### Ode del paranoide (Paranoid: A Chant)
La poesia, inedita, è una forma narrativa in prima persona del diario di un paranoico schizofrenico, il personaggio lamenta persecuzioni da parte dell'anziana della stanza di sopra che ha messo una tazza aspirante sul pavimento; la cameriera insiste a dire che quello che gli propone è sale, ma lui lo scambia per arsenico, e altri problemi simili. La vittima ha accumulato 500 risme di carta da 500 fogli l'una e registra tutte le cattiverie che gli vengono fatte subire.
Il poema è ricorsivo, e termina dove finisce, con la frase "Ti ho detto che non posso più uscire? | C'è un uomo alla porta | con l'impermeabile".

### La zattera (The Raft)
Pubblicato originariamente sulla rivista Gallery del novembre 1982.
La zattera fu scritto nel 1968 con il titolo The float e venduto a fine 1969 alla rivista Adam. L'assegno di duecentocinquanta dollari da parte della rivista arrivò provvidenzialmente tre giorni dopo una sentenza di un giudice, per una sciocchezza compiuta una notte in stato di ubriachezza (aver girato per le strade della città di Orono raccogliendo i coni segnaletici di lavori stradali, dopo che uno di essi aveva danneggiato la marmitta della sua automobile), che lo condannava a pagare esattamente quella cifra o trascorrere trenta giorni in prigione della contea: una sorta di «vero buono "esci di prigione" nel Monopoly della vita quotidiana». Malgrado l'assegno, regolarmente incassato e usato per pagare la multa, King non ebbe però mai effettivo riscontro dell'avvenuta pubblicazione. In seguito, l'autore perse il manoscritto e, a distanza di tredici anni, mentre si trovava a Pittsburgh durante la realizzazione di Creepshow, decise di riscrivere il racconto, mantenendo l'idea originaria ma rendendolo più raccapricciante.
In un'intervista del 1982, King affermò che La zattera è «forse il miglior racconto dell'orrore che io abbia mai scritto».

#### Trama
Quattro studenti universitari, due ragazzi e due ragazze, vanno a nuotare su un lago in Pennsylvania in autunno, quando le spiagge sono deserte. Dopo aver nuotato fino a una zattera, un liquido misterioso, simile a una chiazza di petrolio, appare nell'acqua sotto di loro, e li elimina uno alla volta in maniera orribile, bloccando i rimanenti senza mezzi per fuggire.

### Il word processor degli dei (Word Processor of the Gods)
Pubblicato originariamente sulla rivista Playboy del gennaio 1983.
King aveva il suo primo word processor da un mese ed era particolarmente affascinato dai tasti INSERT e DELETE. Durante una notte insonne, tormentato da una fastidiosa infezione, cominciò a pensare all'idea che schiacciando DELETE si potesse cancellare dal mondo l'argomento di quanto scritto e schiacciando INSERT far manifestare concretamente quanto scritto, e a immaginare una serie di situazioni a partire da questa idea. Il mattino dopo, l'infezione era passata, ma l'idea per il racconto no.
Fu pubblicato su Playboy per duemila dollari.

#### Trama
Nei giorni in cui i "word processor" (elaboratori di testi) erano ancora popolari, il protagonista, un uomo di mezza età stanco della moglie, con un figlio problematico e una vita altrettanto vuota, riceve un regalo da un nipote, un genio adolescente. È un word processor fatto in casa. Il ragazzo è morto in un incidente recentemente, cosicché il protagonista non sa bene come si usi il prodotto. Scoprirà che con questo può scrivere cose che diventano reali, e perfino cancellarle, finché il processore funziona.

### L'uomo che non voleva stringere la mano (The Man Who Would Not Shake Hands)
Pubblicato originariamente nell'antologia Shadows 4 (1981).

#### Trama
Un uomo racconta la storia della sua famiglia e di come incontrò, giocando a poker, un uomo che si rifiutava di toccare chiunque altro. Perché? Quello che si scopre è, che quando lo fa, i vivi muoiono; chi sarà in realtà questo misterioso maggiordomo?

### Sabbiature (Beachworld)
Pubblicato originariamente sulla rivista Weird Tales dell'autunno 1984.

#### Trama
Una navicella spaziale, che trasporta tre uomini, precipita su un mondo desolato dove non esiste acqua ma solo sabbia. Uno degli uomini muore nell'impatto, agli altri resta la sabbia: ma la sabbia può parlargli, sembrerebbe. Uno dei due impazzisce e si limita a sedersi su una duna ascoltando.

### L'immagine della falciatrice (The Reaper's Image)
Pubblicato originariamente sulla rivista Startling Mystery Stories della primavera 1969.
L'idea venne a King mentre stava giocando a pallacanestro con il fratello dietro casa, a West Durham, Maine.

#### Trama
Uno strano specchio deve essere spostato in solaio e due uomini vengono mandati a controllarne le condizioni. Guardando al suo interno, si può vedere l'immagine della falciatrice. Subito dopo si sparisce. Ma come e verso dove?

### Nona
Pubblicato originariamente nell'antologia Shadows (1978).

#### Trama
Parla di un ragazzo che ha abbandonato gli studi universitari e che mentre fugge dalla vita si innamora di una ragazza chiamata Nona mentre fa l'autostop. Ben presto, viene sedotto e costretto a uccidere le persone che hanno la sfortuna di incontrarli, mentre viaggiano verso una destinazione sconosciuta. Alla fine viene catturato, col sangue alle ginocchia, e si accorge che purtroppo è l'unico che abbia mai visto Nona.

### Per Owen (For Owen)
Una poesia inedita, dedicata presumibilmente al figlio. Abbastanza puerile nello stile, è un'esplorazione della scuola e dell'andarci ogni mattina.

### L'arte di sopravvivere (Survivor Type)
Pubblicato originariamente nell'antologia Terrors (1982).
Il racconto nasce dalla riflessione sul tema del cannibalismo. King cominciò a domandarsi «se una persona potesse mangiare se stessa e, in tal caso, quanto di sé avrebbe potuto mangiare prima dell'inevitabile. L'idea era così totalmente e perfettamente ributtante, che per parecchi giorni ne fui troppo entusiasta per riuscire a far altro che pensarci. Avevo paura a scriverne perché temevo di guastare tutto».

#### Trama
È il diario scritto da un medico a cui hanno ritirato la licenza e che, mentre tenta di contrabbandare eroina via nave, naufraga su una piccola isola dell'oceano Pacifico con poche provviste e zero cibo. Il suo diario documenta come le sue attività giorno dopo giorno diventino sempre più sconnesse e deliranti, mostrando una decadenza psichica e una pazzia causata da isolamento, fame e abuso di droghe. Deciso a sopravvivere e a essere salvato, è costretto a iniziare un periodo difficile, usando le sue nozioni di medicina per amputare parti del suo corpo per usarle come cibo, utilizzando l'eroina come anestetico. Gli ultimi giorni descritti sul diario, scarsamente comprensibili, indicano che ha tagliato e mangiato tutto quello che sta sotto la vita, più le orecchie e sbava in modo incontrollabile quando comincia a pensare quale sarà la prossima parte da mangiare.

### Il camion dello zio Otto (Uncle Otto's Truck)
Pubblicato originariamente sulla rivista Yankee dell'ottobre 1983.
Il racconto fu ideato mentalmente durante un lungo viaggio in macchina. A detta dell'autore, sia il camion che la casa del racconto esistono davvero.

#### Trama
Un vecchio uomo ricco crede che un camion posto fuori dalla sua casa stia andando a prenderlo. Logicamente, tutti credono che sia pazzo, e tentano di spedirlo in qualche manicomio; ma ha ragione. Il nipote racconta la storia di come trovò un giorno lo zio, morto e riempito di galloni di olio per motore.

### Consegne mattutine - Lattaio nr. 1 (Morning Deliveries (Milkman #1))
Inedito.

#### Trama
Parla di un lattaio, Spike Milligan, che lascia diverse "sorprese" nelle bottiglie di latte dei suoi consumatori, come liquidi velenosi, gas letali e ragni.

### Quattroruote: La storia dei bei lavanderini - Lattaio nr. 2 (Big Wheels: A Tale ofthe Laundry Game (Milkman #2))
Pubblicato originariamente sulla rivista New Terrors 2 (1982).

#### Trama
Due uomini che lavorano in un'azienda tessile stanno cercando un meccanico che revisioni l'auto che usano per le ispezioni. Alla fine ne trovano uno che si rivelerà essere il vecchio compagno di studi di uno di loro. Revisionata l'auto, gli uomini vengono entrambi uccisi in un incidente automobilistico che coinvolge il lattaio della storia precedente.

### La nonna (Gramma)
Pubblicato originariamente sulla rivista Weird Book della primavera 1984. 

#### Trama
Un bambino di nome George è impaurito per essere solo a casa in una notte tempestosa, insieme alla nonna costretta a letto, la quale anni prima era divenuta una strega mediante antichi libri. Nottetempo lei muore, ma si reincarna nel nipote.

### La ballata della pallottola flessibile (The Ballad of the Flexible Bullet)
Pubblicato originariamente sulla rivista The Magazine of Fantasy & Science Fiction del giugno 1984.

#### Trama
Questa storia è scritta dalla prospettiva di un editore che ripensa a un passato incontro con uno scrittore pazzo e di come la pazzia dell'autore lo abbia contagiato.
Il protagonista usa la metafora di una pallottola flessibile sparata in una stanza, che colpisce le cose indiscriminatamente. L'editore, un alcolizzato, è stato colpito dal proiettile e inizia a credere nelle manifestazioni di pazzia dello scrittore: parla di strane piccole creature che vivono all'interno della sua macchina per scrivere e lo aiutano con l'ispirazione, ma sono costantemente in pericolo a causa di una qualche sorgente. L'uomo inizia a vedere gli altri come una minaccia per i suoi piccoli amici, e arriva a tutto pur di difenderli.

### Il braccio (The Reach)
Pubblicato originariamente sulla rivista Yankee del novembre 1981 con il titolo Do the Dead Sing?
King venne a conoscenza dell'esistenza di comunità isolane molto chiuse e di una persona che veramente non scese mai sulla terraferma, tramite Tommy, fratello minore della moglie Tabitha, che prestava servizio nella Guardia costiera, nel tratto Jonesport-Beals, lungo la costa del Maine.

#### Trama
Parla di una donna anziana che non ha mai lasciato l'isola su cui vive da sempre e la lascerà solo dopo la morte.

## Adattamenti

### Cinema
- La zattera è alla base di uno degli episodi del film Creepshow 2 (1987)
- Da La nebbia è stato tratto il film The Mist, diretto da Frank Darabont (2007)
- Da La nonna è stato tratto il film Mercy (2014)
- Da La scimmia è stato tratto il film omonimo (2025)

### Televisione
- La nebbia è diventata un'omonima serie televisiva in onda su Spike.
- Il word processor degli dei è diventato un episodio della serie Un salto nel buio.
- La nonna è diventato un episodio di Ai confini della realtà (The Twilight Zone).

### Altri media
- La nebbia è diventato un videogioco della Mindscape Software.
- La nebbia è diventato anche un libro-audio da 90 minuti inciso nel 1986 da ZBS Productions e pubblicato da Simon & Schuster, Inc.

## Edizioni
- Stephen King, Scheletri, traduzione di Bruno Amato, Olivia Crosio, Tullio Dobner, Maria Barbara Piccioli, Sofia Mohamed Hagi Hassan, Maria Grazia Laviano, collana Narrativa, Sperling & Kupfer, 1989,  p. 549, ISBN 88-200-2937-5.
- Stephen King, Scheletri, traduzione di Bruno Amato, Olivia Crosio, Tullio Dobner, Maria Barbara Piccioli, Sofia Mohamed Hagi Hassan, Maria Grazia Laviano, collana Pandora, Sperling & Kupfer, 1989,  p. 549, ISBN 88-200-0853-X.
- Stephen King, Scheletri, traduzione di Bruno Amato, Olivia Crosio, Tullio Dobner, Maria Barbara Piccioli, Sofia Mohamed Hagi Hassan, Maria Grazia Laviano, collana Superbestseller, Sperling Paperback, 1989,  p. 549, ISBN 88-7824-573-9.